# 65. вечити дерби у фудбалу
65. вечити дерби у фудбалу је фудбалска утакмица одиграна у Београду 18. новембра 1979. године, између Црвене звезде и Партизана. Утакмица се завршила резултатом 2 : 0 (0 : 0).